# District historique de Silverton
Pour les articles homonymes, voir Silverton.
Le district historique de Silverton, ou Silverton Historic District en anglais, est un district historique de la ville américaine de Silverton, dans le Colorado. Il est classé National Historic Landmark depuis le 4 juillet 1961 et est inscrit au Registre national des lieux historiques depuis le 15 octobre 1966.